# GPUクラスター

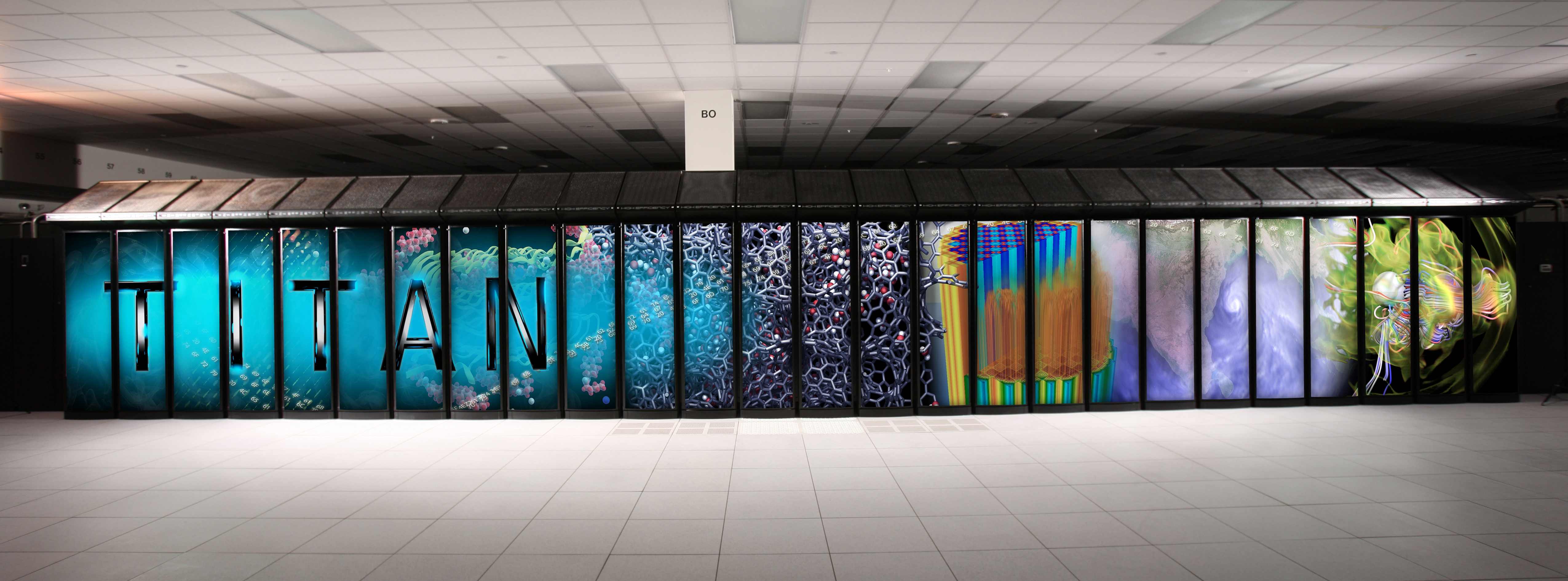
GPUを使用した最初のスーパーコンピュータであるTitan

GPUクラスター（英: GPU cluster）は、各ノードにグラフィックスプロセッシングユニット（GPU）を搭載したコンピュータ・クラスターである。GPUクラスターでは、汎用グラフィックスプロセッシングユニット（GPGPU）による最新のGPUの計算能力を利用することで、非常に高速な計算を行うことができる。

## ハードウェア

### GPU種類
GPUクラスターは、採用するGPUによってヘテロジニアスとホモジニアスの2つに分類することができる。
ヘテロジニアス
主要な独立系ハードウェア企業（例：AMDとnVidia）の両方のハードウェアが使用される。同じGPUの異なるモデル（たとえば8800GTと8800GTXの混在）を使用した場合もヘテロジニアスクラスターとみなされる。
ホモジニアス
すべてのGPUが同じハードウェアクラス、メーカー、モデルであること（たとえば数100個の8800GTと同量のメモリで構成されるホモジニアスクラスター）。
GPUの種類によって利用できる機能が異なるため、上記の意味に基づいてGPUクラスターを分類することは、クラスター上でのソフトウェア開発を大きく方向付けることになる。

### インターコネクト
コンピュータノードとそれぞれのGPUに加えて、ノード間でデータをやり取りするためには、十分な速度のインターコネクト（相互接続）が必要である。インターコネクトの種類は、存在するノードの数に大きく依存する。インターコネクトの例としてはギガビット・イーサネットやInfiniBandなどがある。

## ソフトウェア
多数のGPU搭載マシンを1つのマシンとして動作させるために必要なソフトウェアコンポーネントには、次のものがある。
1. オペレーティング・システム
2. 各クラスタノードに搭載された各GPUタイプに対応したGPUドライバ。
3. クラスタリングAPI（メッセージパッシングインターフェイス、MPIなど）。
4. AMAX（英語版）のVirtualCL（VCL）クラスタ・プラットフォームは、OpenCLのラッパーであり、ほとんどの変更されていないアプリケーションが、すべてのデバイスがローカル・コンピュータ上にあるかのように、クラスタ内の複数のOpenCLデバイスを透過的に利用できる。

## アルゴリズムマッピング
GPUクラスターで動作するためのアルゴリズムのマッピングは、従来のコンピュータ・クラスターで動作するためのアルゴリズムのマッピングに多少似ている。例： 配列の一部をRAMから分割するのではなく、テクスチャをGPUクラスターのノードに分割する。

## ベンダー
NVIDIAは、Tesla 20シリーズGPGPUを使用して完全に構成されたGPUクラスターを構築して提供する能力を持つ、専用のTesla Preferred Partner (TPP)のリストを提供している。AMAX Information Technologies社、Dell社、Hewlett-Packard社、Silicon Graphics社は、GPUクラスターとシステムの完全なラインナップを提供する数少ない企業である。

## 参照項目
- 高性能計算